# Tatort: Aus der Traum (2006)
Aus der Traum … ist der Titel der ersten Tatort-Folge mit Maximilian Brückner und Gregor Weber als neues Saarbrücker Tatort-Gespann Kappl und Deininger. Die 643. Tatort-Folge wurde am 15. Oktober 2006 im Ersten erstmals ausgestrahlt. Nachdem Kriminalhauptkommissar Max Palu (Jochen Senf) nach 18 Tatort-Folgen aus dem Dienst ausgeschieden ist, hofft Stefan Deininger, dass ihm die Leitung der Abteilung übertragen wird. Als neuer Leiter stellt sich jedoch Hauptkommissar Franz Kappl vor, was Deininger erst einmal verkraften muss. Ihr erster gemeinsamer Fall, in dem es um den Tod einer Kollegin geht, macht aus beiden aber letztendlich doch ein Team.

## Handlung
Kriminalhauptkommissar Franz Kappl wird nach dem Weggang von Max Palu dessen Nachfolger. Er platzt in die Geburtstagsfeier von Oberkommissar Stefan Deininger, der davon ausgeht, dass er Palus Nachfolge antritt. Als sich Kappl nun als neuer Kommissariatsleiter vorstellt, löst sich die Gesellschaft in Windeseile auf und vor allem Deininger reagiert überaus wütend. Kein guter Start für beide, die in ihrem ersten Fall den Tod einer Kollegin aufklären müssen. Kathi Schaller, so heißt die junge Frau, hatte vor wenigen Stunden noch als Marilyn-Monroe-Double für Deininger Happy Birthday to You gesungen. Drei Schüsse wurden auf sie abgefeuert. Auffällig ist ein kostbarer Ring, zu dem man später das passende Schmucketui findet. Der Deckel enthält die Inschrift „In Liebe“. Am Abend hört sich Deininger, der ein besonderes Faible für Kathi Schaller hatte, noch einmal ihr Geburtstagslied für ihn an und bricht in hemmungsloses Schluchzen aus.
Eine Nachfrage nach dem Ring im Schmuckgeschäft Bader ergibt, dass er dort gekauft wurde. Die Mitinhaberin Suzanne Bader verweist auf ihren Mann, der aber gerade geschäftlich unterwegs sei. Als Kappl von den Kollegen Näheres über Kathi Schaller erfahren will, stellen diese fest, dass sie eigentlich kaum etwas über ihre Arbeitskollegin wissen. Deininger erzählt Kappl, dass er Kathi vor einiger Zeit nach einer Feier nach Hause gefahren und sie ihn noch auf einen Kaffee eingeladen habe. Bei dieser Gelegenheit habe sie ihm erzählt, dass sie einen Typen kennengelernt habe und dass sie beabsichtige, bei der Polizei zu kündigen, um voll ins Musikgeschäft einzusteigen. Von einer flapsigen Bemerkung Kappls genervt, geraten die Kommissare erneut aneinander. 
Auf den am Tatort erstellten Fotos fällt Deininger ein Mann auf, dessen Bild er sich ausdrucken lässt, um ohne Absprache mit Kappl Ermittlungen anzustellen und findet heraus,  dass es sich um Charlie Wax handelt. Kappl bedeutet Deininger, dass er derartige Alleingänge in Zukunft nicht dulden werde. Zusammen fahren sie zu Charlie Wax. Der verliert die Nerven und will fliehen, Kappl und Deininger stellen ihn jedoch. Er erzählt, dass Kathi seine Freundin gewesen sei und dass er zur Tatzeit an einem Song komponiert habe, außerdem besitze er auch keine Pistole. Ein späteres Gespräch mit Alain Bader ergibt, dass er den Ring im Wert von 9.480 Euro an einen Freund verkauft habe. Kappl äußert gegenüber Deininger seine Vermutung, dass Schaller Baders Geliebte gewesen sei, was dieser allerdings nicht wahrhaben will. Weitere Ermittlungen der Spurensicherung ergeben, dass an der aufgebrochenen Tür Talkumspuren entdeckt worden sind. Die Gerichtsmedizinerin Rhea Singh teilt den Kommissaren mit, dass Schaller gekifft und vor ihrem Tod noch einvernehmlichen Geschlechtsverkehr gehabt habe. Bei einer weiteren Zusammenkunft mit Wax zeigt dieser den Kommissaren eine Aufzeichnung, auf der er zusammen mit Kathi singt. Er erzählt ihnen, dass seine Freundin ein Naturtalent gewesen sei, er habe einige tolle Songs geschrieben und zusammen mit ihr hätte er den Durchbruch bestimmt geschafft. Wieso also hätte er diese tolle Frau umbringen sollen. 
Die weiteren Ermittlungen ergeben, dass die Baders ihrer Bank gegenüber seit Jahren mit dem Rücken zur Wand stehen. Kappl stellt sich außerdem die Frage, wieso Wax und Kathi so konkrete Zukunftspläne hatten, wo ihnen doch das Geld fehlte und ist der Überzeugung, dass sie einen konkreten Plan hatten, wie sie sich das Geld für dessen Verwirklichung beschaffen wollten. Dafür spricht auch, dass festgestellt wird, dass Kathi kurz vor ihrem Tod sowohl mit Bader als auch mit Wax geschlafen hat. Als Kappl und Deininger Bader im Auto verfolgen, werden sie Zeugen, wie er von zwei Männern, deren Auto ein französisches Kennzeichen hat, zusammengeschlagen wird. Als sie ihn nach den Männern fragen, behauptet er, nicht zu wissen, was sie von ihm gewollt haben könnten, gibt aber aufgrund der belastenden Beweise immerhin zu, dass er mit Kathi Schaller zusammen gewesen sei und ihretwegen seine Frau habe verlassen wollen. Sie hätten geplant, zusammen etwas Neues aufzubauen. Kappl meint, er glaube ihm sogar, dass er diese Frau geliebt habe, sie jedoch habe ihn nicht geliebt, sie habe ganz andere Pläne gehabt. Wie man inzwischen festgestellt hat, hat Bader einen Waffenschein, seine Pistole liegt aber nicht im Tresor, wie von ihm behauptet. Der Wagen mit französischem Kennzeichen ist auf einen Monsieur Raoul zugelassen, er und weitere Männer betreiben Medikamentenschwindel im großen Stil und benutzten Bader zwecks Geldwäsche. Über einen Herrn Schmidt vom Zoll erfahren die Kommissare, dass Bader eine entsprechende Genehmigung habe, dass er berechtigt sei, Diamanten in erheblichem Wert und Wechselgeld mit sich zu führen. Weiter wird ermittelt, dass Kathi Schaller mit Bader im Auto geschlafen hat, um ihrem Freund Wax zu ermöglichen, sich mit dem im Kofferraum befindlichen Wechselgeld und den Diamanten davonzustehlen. 
Suzanne Bader erscheint im Kommissariat und übergibt den Kommissaren eine Pistole, die habe sie beim Aufräumen in der Werkstatt gefunden, führt sie aus. Kappl lässt sich zu ihrer Verwunderung ihre Handtasche geben. Als Suzanne Bader geht, verfolgen die Kommissare sie und werden Zeugen ihres Treffens mit den Franzosen, denen sie erzählt, dass sie das gesuchte Päckchen bei Charlie Wax finden würden. Die beiden suchen ihn sogleich auf und misshandeln ihn brutal. Als Kappl und Deininger eingreifen, kommt es zu einem Schusswechsel. Letztendlich können die Franzosen aber entkommen. Tatsächlich ist das Päckchen mit den Diamanten im Besitz von Wax. Kathi habe es ihm gegeben. Wax wird festgenommen, die bei ihm sichergestellte Waffe war jedoch nicht die Tatwaffe. Erneut suchen Kappl und Deininger Suzanne Bader auf und erzählen ihr, dass die Waffe ihres Mannes die Tatwaffe sei. Sie sei mit Latexhandschuhen angefasst worden. Anhand von Hautschuppen könnten sie ihr beweisen, dass sie die Waffe benutzt habe. Deininger bringt Suzanne Bader dazu, zu gestehen. Sie erzählt, dass ihr Mann und das Geschäft doch alles gewesen seien, was sie gehabt habe. Sie habe jeden Tag gespürt, dass ihr Mann sich eine eigene Welt aufgebaut habe. Sie habe sogar noch zu ihm gehalten, als er die Sache mit den Franzosen aufgebaut habe. Das sei die letzte Chance gewesen, aus den Schulden rauszukommen und dann seien sowohl das Geld als auch die Juwelen alles weg gewesen. Ihr sei schnell klar geworden, dass Kathi Schaller dahinterstecken musste. Sie sei zu ihrer Wohnung, es habe aber niemand geöffnet. Da habe sie Werkzeug aus ihrem Auto geholt, Handschuhe angezogen und die Tür aufgebrochen und überall gesucht, aber nichts gefunden. Dann habe Kathi plötzlich in der Tür gestanden, und da habe sie geschossen.
Kappl bietet Deininger das „Du“ an und hat noch eine Überraschung für ihn, er hat sich dafür eingesetzt, dass Deininger zum Kriminalhauptkommissar befördert worden ist. Und eine entsprechende Feier hat er auch gleich organisiert.

## Produktionsnotizen
Die Dreharbeiten fanden vom 7. Juni bis zum 8. Juli 2006 in Saarbrücken und Umgebung statt. Produktionssender war der Saarländische Rundfunk, Produktionsfirma die Telefilm Saar.
Aus der Traum … ist auch in Buchform als gleichnamiger Roman von Martin Conrath erschienen.
Einen Gastauftritt hat die bekannte luxemburgische Sterne-Köchin Lea Linster (als Gasthaus-Wirtin).

## Rezeption

### Einschaltquoten
Aus der Traum … erreichte bei seiner Erstausstrahlung am 15. Oktober 2006 insgesamt 6,76 Millionen Zuschauer, was einem Marktanteil von 18,2 % entsprach. In der werberelevanten Zielgruppe waren es 1,91 Millionen bei 8,4 Prozent Marktanteil.

### Kritiken
TV Spielfilm befand, dass „Hauptkommissar Kappls Einstand schwach“ gewesen sei.
Kino.de war der Ansicht, „dass Brückner den Schwung, den die ARD in den Saarbrücker ‚Tatort‘ bringen wollte, indem Max Palu in Pension geschickt und mit Maximilian Brückner als Franz Kappl der jüngste ‚Tatort‘-Kommissar aller Zeiten installiert wurde, zwar mitbringe, doch man sich mitunter ein zerfurchtes Gesicht an seine Seite wünsche. Denn Lebenserfahrung [sei] in der Kriminalfalllösung ein nicht zu unterschätzendes Gut.“
Thomas Ays von Moviesection kam zu dem Urteil, „dass der Fall, den es hier zu bearbeiten gilt, angesichts der beiden Ermittler und ihrer Probleme miteinander etwas zu arg in den Hintergrund [trete], aber mit einer über weite Strecken undurchsichtigen Geschichte und guten Darstellern punkten [könne]. Burghart Klaußner [sei] wie immer eine sichere Bank und auch Andreas Schmidt als enttäuschter Musiker und Lena Stolze [gäben] authentische Leistungen ab. […] Das neue Team im Saarland [habe] Ecken und Kanten und [könne] erfolgreich in der ARD ermitteln. Die beiden Kommissare jedenfalls [hätten] das Zeug dazu.“
Der Kritiker Rainer Tittelbach meinte, „dass der Fall um den Tod einer Polizeikollegin geschickt ausgedacht [sei], dem neuen Team auf den Zahn fühl[e] und auch ein paar musikalische Schmankerl präsentier[e]. Außerdem [könne] sich Gast Andreas Schmidt gewohnt gut (und emotional) in Szene setzen. Allein die Humorlage stimm[e] noch nicht. Fazit: kein Überflieger-Krimi, aber genau das, was man aus Saarbrücken erwarten [könne].“